# Declan Rudd
Declan Thomas Rudd (ur. 16 stycznia 1991 w Diss) – angielski piłkarz występujący na pozycji bramkarza w Norwich City.